# Världen i fokus
Världen i fokus var ett TV-program i TV 8 startat i januari 2006 , lett av Erik Arnér och Erik Arnér och Carina Lindskog och sänt sista gången den 28 maj 2009. Programmet, som bestod av reportage, debatter och intervjuer från politik, krig/väpnade konflikter och livet i olika länder, sändes i en svensk TV-kanal, men ur ett världsperspektiv, och även Sverige behandlades.
Programmet sändes ursprungligen måndag-fredag klockan 22.00-22.30. I november 2008 meddelades att programmet skulle upphöra att vara ett dagligt halvtimmesprogram, och i stället bli ett en timme långt program, sänt en gång per vecka . Nya versionen startade den 8 januari 2009.